# Thomas H Johnsson
Thomas H Johnsson, egentligen Hans Thomas Johnsson, född 20 juli 1972 i Landskrona, är en svensk fotograf och konstnär. Johnsson är även verksam som kulturskribent i svensk dagspress.
Johnsson har ställt ut både nationellt och internationellt, bland annat på Kulturen i Lund, Stadsmuseet i Bitola och Galleri LaLoge i Paris. Han är representerad i boken Skånska fotografer 1845–2005, har även producerat boken "Landskrona – en hembygdsbok" samt boktrilogin "En blues från Landskrona", "Mer blues från Landskrona" och "En sista blues från Landskrona" tillsammans med författaren Jonas Bergh. Johnsson är även representerad av bildbyrån NordicPhotos.
Thomas H Johnsson är en av upphovsmännen till filmen Back at the front (2003) om Landskronabandet The Negatives Tysklandsturné våren 2002. Han var fotograf till filmen … om sakernas tillstånd (2008) som är en dokumentär om hiphopbandet Svenska Akademien som premiärvisades på Göteborg Internationella Film Festival. Han arbetade även med fotot till kortfilmen "Sture", ett personporträtt av musikern och textförfattaren "Carl-Martin Vikingson". Filmen har bland annat visats på Uppsala och Umeå filmfestival, samt Sveriges Television. År 2011 kom kortdokumentären "Ett Annat Liv" om och med getbonden Gert Andersson i Raftsjöhöjden i Jämtland.
Tillsammans med andra fotografer medverkade Johnsson 2008 i utställningen och boken "Nordbor", som premiärvisades på Fredriks Bastion i Köpenhamn, samt i Nordiska Ministerrådets lokaler i samma stad.
Johnsson producerade tillsammans med journalisten Maria Rydhagen utställningen "Rosengård. En Vanlig Dag" som visades på Malmö Museer vintern 2009 fram till våren 2010.
År 2011 producerade Thomas H Johnsson i samarbete med jämlikhetsutvecklarna Malin Hansson och Hannes Frizen bildserien ”Utopia”. En kampanj, för att belysa det ojämställda samhället, som lanserades under Almendalsveckan 2012. Bildserien kom sedan att bli en konstutställning.
År 2012 ställde han ut sitt fotografiska arbete "If Dogs Run Free" på Landskrona Konsthall. Delar av materialet visades 2013 som första utställning på Galleri Butcher (numera Ting) i Malmö.
År 2013 kom Johnsson (text: Jonas Bergh) ut med boken "Söndagar" med tillhörande utomhusutställning. Förutom flera galleriutställningar 2013 deltog Johnsson i grupputställningen "De fattiga och de rika" på Virserums Konsthall 2014. Både 2013 och 2014 arbetade Johnsson som konstnärlig ledare för Landskrona Foto Festival, 2014 i samarbete med Jan Henrik Engström som Johnsson bjöd in som gästkurator. Under 2015 fortsatte duon som ett konstnärligt ledarteam
Thomas H Johnsson har tilldelats arbetsstipendier från både Sveriges konstnärsnämnd och Sveriges författarfond, samt mottagit flera utmärkelser och priser, såsom exempelvis Landskrona kulturpris 2005. Han var nominerad till Scanpix stora fotopris 2007 och tilldelades 2009 NUDOK-diplomet av Nordiska museet och under 2013 belönades Johnsson med både Helsingborgs Dagblads kulturpris och FFiM:s fotografpris. 2018 tilldelades Johnsson K W Gullers stipendium för "förtjänstfulla insatser på det dokumentära fotografiets område" av Nordiska Museet i Stockholm. 